# حرز أبغار

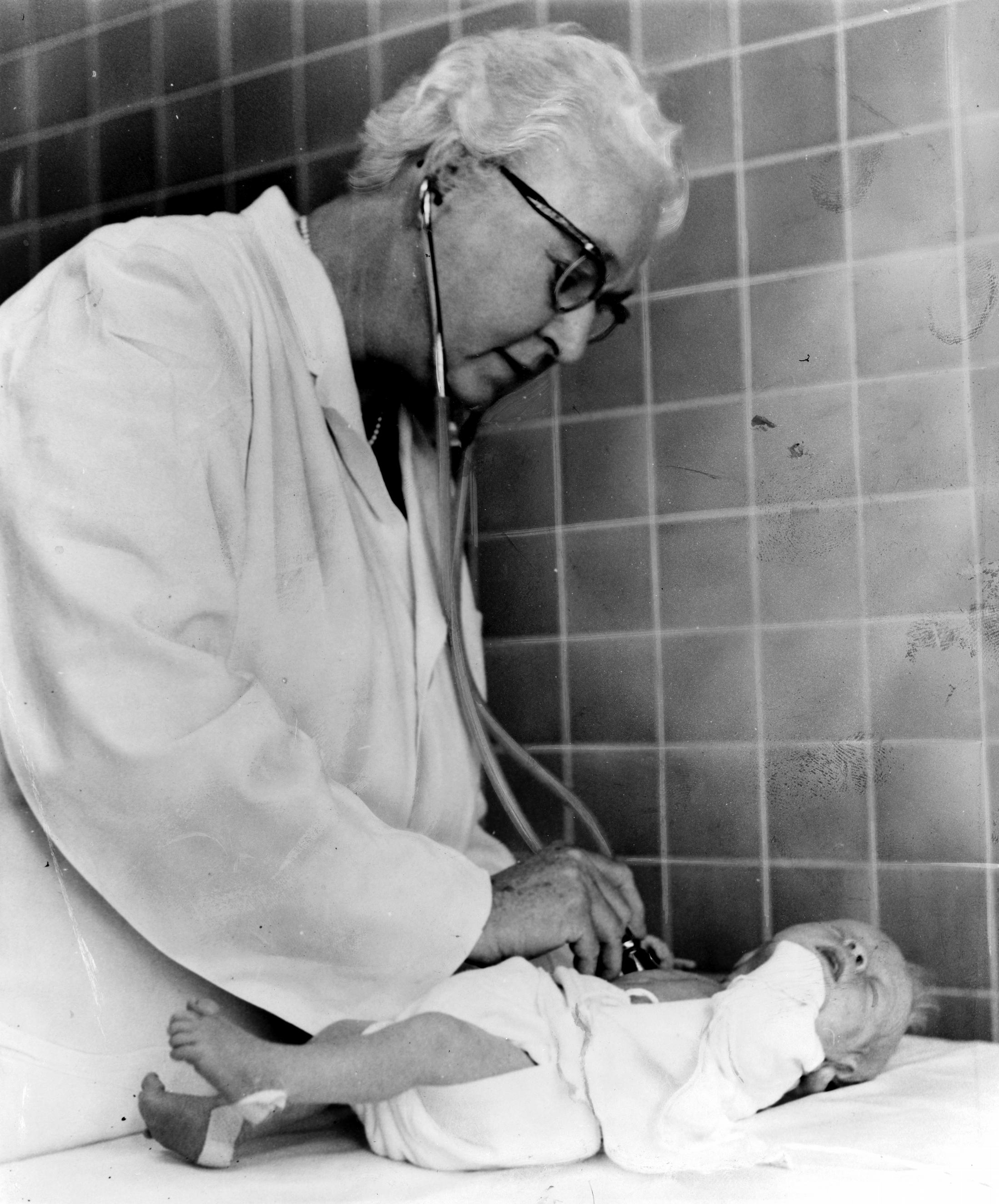
دكتور فيرجينيا أبغار

حرز أبغار(بالإنجليزية: Apgar score)‏ ابتكرته د. فيرجينيا أبغار في عام 1952 كوسيلة من وسيلة بسيطة وسريعة لتقييم الحالة الصحية للأطفال حديثي الولادة بعد الولادة مباشرة.
كانت أبغار طبيبة تخدير، وقد ابتكرت هذه الطريقة بغية التأكد من آثار التخدير في الولادة على الرضع.

## فكرة حرز ابغار
يتحدد حرز أبغار بتقييم المولود الجديد على خمسة معايير بسيطة على مقياس مدرج من صفر إلى اثنين، ثم جمع القيم الخمسة التي ستنتج.وبالتالى يتتراوح حرز ابغار من صفر إلى 10.
والمعايير الخمسة هي:
- النبض.
- المظهر.
- التنفس.
- ردة الفعل.
- النشاط العضلي.

## المعايير
|                    | لا درجات "0"    | درجة واحدة"1"          | درجتين "2"        | الاسم المختصر |
| ------------------ | --------------- | ---------------------- | ----------------- | ------------- |
| لون الجلد          | إزرقاق كل الجسم | إزرقاق في الأطراف فقط  | لا يوجد إزرقاق    | المظهر        |
| معدل نبضات القلب   | أقل من 60*      | أقل من 100 وأكبر من 60 | أكبر من 100       | النبض         |
| الاستجابة للمؤثرات | لا يوجد استجابة | يمتعض واستجابة خفيفة   | يعطس ويستجيب جيداً | قسمات الوجه   |
| حركة العضلات       | لا يوجد         | إلى حد ما              | حركة نشيطة        | النشاط        |
| التنفس             | لا يوجد         | ضعيف أو غير منتظم      | قوى               | التنفس        |

- عندما يكون معدل النبض اقل من 60 في الأطفال حديثى الولادة يعتبر توقف للقلب.

## تفسير نتيجة حرز ابغار
يطبق حرز أبغار في الدقيقة الأولى بعد الولادة وبعد خمس دقائق من الولادة ويمكن أن يطبق بعد ذلك إذا كانت قيمته مازلت منخفضة.
- أقل من 3 تعتبر منخفضة بدرجة كبيرة.
- من 4 إلى 6 تعتبر منخفضة نسبياً.
- من 7 إلى 10 تعتبر طبيعية.

انخفاض القيمة عند الدقيقة الأولى ينبهنا إلى أن المولود في حاجة إلى عناية طبية ولكن ليست بالضرورة تدل على أن هناك مشاكل طويلة الأجل خاصة وإن كان هناك تحسن في قيمة تطبيق الحرز عند خمس دقائق.
وإذا كانت النتيجة لا تزال أقل من 3 في أوقات لاحقة، مثل 10، 15، أو 30 دقيقة فهناك خطر يتمثل في أن الطفل سوف يعاني على المدى الطويل من اضرار في الجهاز العصبي.
وهناك أيضا زيادة صغيرة ولكنها مهمة من خطر الإصابة بالشلل الدماغي ومع ذلك، فإن الغرض من هذا الاختبار هو سرعة تحديد ما إذا كان يحتاج الأطفال حديثي الولادة إلى الرعاية الطبية الفورية أي أنها لم تكن مصممة للتنبؤ بصحة الطفل على المدى البعيد.

## اقرأ أيضا
- حرز بيشوب